# 蔣光鼐
蔣光鼐（1888年12月17日—1967年6月8日），字憬然，男，廣東東莞人，中国军事人物、政治人物。1913年畢業於保定軍官學校第一期騎兵科。曾任國民革命軍師長，第十一軍副軍長，十九路军总指挥。他所統領的十九路軍，亦為1934年閩變主力。1946年，蔣光鼐參與發起組織中國國民黨民主促進會。中华人民共和国成立后，在中央人民政府等任职。1966年文革期間遭抄家等迫害，翌年去世。

## 生平
1888年出生于廣東東莞太平（今廣東省東莞市虎門鎮南栅三蔣村）。

### 粵軍
蔣光鼐出身於粵軍第一師。1926年粵軍第一師改編為國民革命軍第四軍，李濟深為軍長，陳銘樞為當中第十師的師長，蔣光鼐則擔任副師長。

### 北伐
北伐中第四軍屢有戰果，擴編為第十一軍。後陳銘樞離開，第十一軍交由張發奎指揮。中共在南昌發動兵變，蒋光鼐、蔡廷锴为了回广东也参与其中，但在中共军队南下时，蒋光鼐、蔡廷锴率军离开转投陈铭枢。第十一軍改投向蔣介石陣營，參與中原大戰，擊敗馮玉祥及閻錫山後擴編為十九路軍，蔣光鼐為總指揮，蔡廷鍇為軍長。之後十九路軍亦參加了第三次圍剿紅軍。

### 抗日
1931年九一八事變後，十九路軍調防上海，同時蔣介石受壓下野，南京政府由廣東派系主持，陳銘樞任京滬戍衛司令。1932年一二八事變，日本派陸戰隊登陸上海。十九路軍奮起迎戰抵抗，因而成為聲名大噪的抗日軍隊。
任總指揮的蔣光鼐也獲頒青天白日勳章。後來日本多番增援；蔣介石復出後，國軍亦派出中央軍共同作戰，最後事件以外交談判解決，第十九路軍從上海撤下，並被調到福建剿共，蔣光鼐同時兼任福建省主席。過程中，主和派蔡廷鍇等將領在前線與中共展開和談，並取得停火。

### 閩變
1933年11月20日，閩變正式爆發，在福州的「第三黨」舉行「中國全國人民臨時代表大會」，決議成立中華共和國人民革命政府，更改國旗為上紅下藍，中嵌黃色五角星，同時廢止國民黨。並推李濟深、陳銘樞、陳友仁、蔣光鼐、蔡廷鍇、黃琪翔等為政府委員。之後即與江西中共中央蘇區之「中華蘇維埃共和國臨時中央政府」簽署協定，停止軍事對抗和開始經濟合作。22日「中華共和國人民革命政府」宣佈成立，以李濟深為政府主席，陳友仁為外交部長，改年號為「中華共和國」元年。
之後，蔣介石調八個師的陸軍入閩，並以空軍、海軍配合攻擊。十九路軍迅速潰散。蔣光鼐連同蔡廷鍇、陳銘樞、李濟深等人則逃至香港。十九路軍的番號取消，部隊亦被分散收編。

### 民主党派人士
1945年，抗戰勝利後，他從香港返回中國大陆，任國民黨第七戰區副司令長官，1946年參與發起組織中國民主促進會，支持中國共產黨。1949年，出任中華人民共和國的政協委員，後又歷任中國紡織工業部部長，全國政協常委，中国国民党革命委员会中央常务委员等職務。

### 文革迫害
1966年，蒋光鼐被确诊为癌症，从上海请来专家会诊并动了手术。「文化大革命」發動後，居住於北京的蔣光鼐連同多位黨外民主人士被紅衛兵點名遭到整肅。期間，雖周恩來力保，仍遭抄家，自我認罪等迫害。
1967年癌症复发，6月8日逝於北京。

## 评价
- 周恩来曾致函给蒋光鼐，尊敬地称道：“先生以抗日前导而为华南和平民主之支柱，力挽狂澜，举国瞩望。”
- 1988年12月17日，在纪念蒋光鼐诞辰100周年的大会上，中共中央对蒋光鼐的一生作了高度评价：“蒋光鼐先生是中国国民党革命委员会的一位卓越的创始人和领导人，是同中国共产党长期合作的亲密朋友，他把自己毕生精力献给了中国民主革命和社会主义事业。他的爱国精神和历史功绩，坚定不移的政治节操，严于律己、宽以待人的品德，永远值得我们学习和纪念。”

## 家庭
- 祖父： 蔣理祥（1823－1872）
- 父親： 蔣子敏（1855－1903）
- 夫人： 譚妙南（1888－1927）

子女： 兒子 蔣慶瀛
女兒 蔣定閩
- 夫人： 劉暮雨（1901－1940）

養女：蔣定蘇
- 夫人： 黃晚霞 （1911—1980）[m.1931-1967]

子女： 五女四子 
女兒：蔣定日
兒子：蔣建國
　　  蔣之翹
　　  蔣慶渝
女兒：蔣定蜀
　　  蔣定粵
兒子：蔣慶寧
女兒：蔣定穗
　　  蔣定桂

## 外部連結
- 提述蔣光鼐的文章 （页面存档备份，存于）
- 蔣光鼐的抗日事蹟 （页面存档备份，存于）
- 毛澤東的自傳提述蔣光鼐 （页面存档备份，存于）

| 政党职务               | 政党职务                                               | 政党职务      |
| ---------------------- | ------------------------------------------------------ | ------------- |
| 新頭銜                 | 中国国民党革命委员会北京市委员会主任委员 ？年－？年    | 繼任： 侯镜如 |
| 中華人民共和國政府职务 |                                                        |               |
| 新頭銜                 | 中华人民共和国纺织工业部部长 1954年9月－1967年6月      | 繼任： 钱之光 |
| 中華共和國政府职务     |                                                        |               |
| 新頭銜                 | 中华共和国人民革命政府财政部部长 1933年11月－1934年1月 | 机构撤销      |